# 帕拉莫區
帕拉莫區（西班牙語：Páramo），是哥斯達黎加的一個區，位於該國中部聖何塞省，面積206.89平方公里，海拔高度446米，主要經濟活動是農業，農產品有咖啡和甘蔗，2000年人口4,225。